# Echyra elegans
Echyra elegans är en skalbaggsart som beskrevs av Marc Lacroix 1997. Echyra elegans ingår i släktet Echyra och familjen Melolonthidae. Inga underarter finns listade i Catalogue of Life.